# Aimoto-Brücke
Die Aimoto-Brücke (japanisch 愛本橋) ist eine Straßenbrücke über den Fluss Kurobe im Gebiet der Stadt Kurobe in der Präfektur Toyama auf der japanischen Hauptinsel Honshū.
Ihre Vorgängerin aus der Edo-Zeit gilt als eine der drei außergewöhnlichen historischen Brücken Japans.
Sie steht unmittelbar unterhalb der Staumauer des Aimoto-Kraftwerks der Kansai Electric Power am Ausgang einer engen Schlucht, bevor sich das Tal des Kurobe zu ihrer weiten Mündungsebene ausdehnt.

## Netzwerkbogenbrücke (1972)
Die stählerne Netzwerkbogenbrücke hat zwei Fahrspuren und zwei schmale Gehwege. Sie ist 130 m lang und insgesamt 11,5 m breit. Der 9,3 m breite Fahrbahnträger ist mit gekreuzten Hängern von den beiden zueinander geneigten, 19 m hohen Bögen abgehängt.
Sie war nach der Mito-Brücke (japanisch 三頭橋) in der Präfektur Tokio die zweite Brücke Japans in dieser Bauart, die in Japan Nielsen-Lohse-Brücken genannt werden.
Eine ähnliche, etwas längere Brücke (⊙) steht flussaufwärts bei Unazukionsen.

## Historische Auslegerbrücke

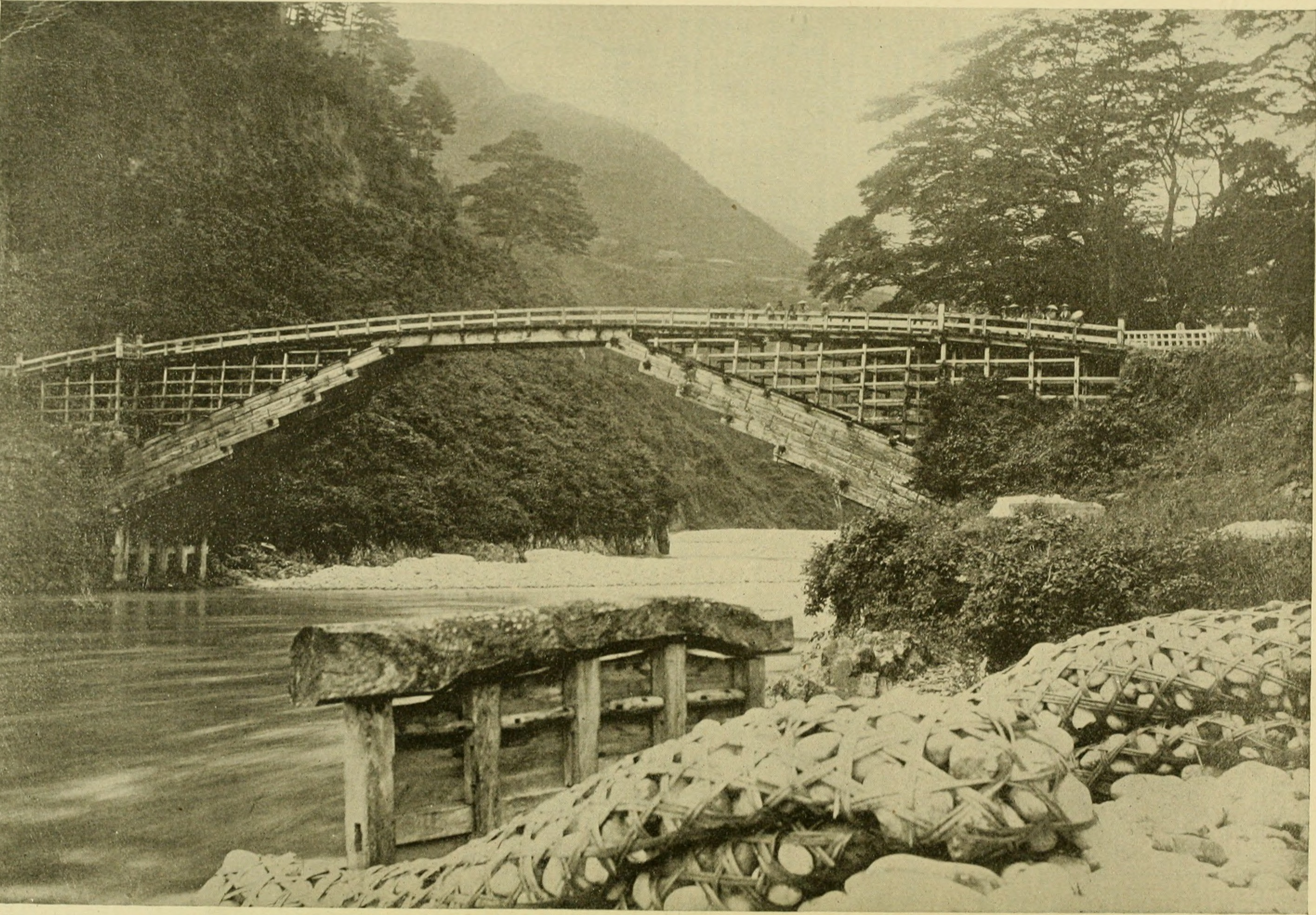
Die hölzerne Auslegerbrücke im Jahr 1893

Die Aimoto-Brücke wurde durch ihre hölzernen Vorgängerbauten berühmt, die erstmals 1655 beim Dorf Aimoto in der damaligen Provinz Etchū über den Kurobe gebaut wurden.
Bevor der Kurobe durch 10 Talsperren gezähmt wurde, floss er im niederschlagsreichsten Gebiet Japans im bergigen Land mit hoher Fließgeschwindigkeit durch steile und enge Schluchten. Reißende Fluten und Überschwemmungen waren die Regel. In dem Bergland gab es keine Straßen, die Einwohner überquerten den Fluss mit kleinen Booten oder mit aus ein oder zwei Seilen bestehenden Seilbrücken. In dem Schotterdelta vor der Mündung, in dem der Fluss sich in viele und ständig verändernde Arme aufteilte, hätte eine Brücke keinen Bestand gehabt. So war der Ort am Ausgang der engen Schlucht der beste Platz für eine Brücke. Zwischen den Felsen konnte er ohne Pfeiler und in ausreichender Höhe überbrückt werden, andererseits war die Brücke nicht zu weit von den belebten Orten an der Küste entfernt.
Die historische Aimotobrücke war eine hölzerne Auslegerbrücke mit einem großen Kragbogen, eine Bauweise, die in Japan hanebashi (刎橋) genannt wird. Sie war 61,42 m lang und 3,62 m breit und hatte eine Stützweite von rund 47 m. Auf beiden Seiten wurden 33 × 33 cm starke Balken schräg an der Felswand fixiert. Auf ihnen wurden fünf Balkengruppen gestaffelt so aufeinander befestigt, dass sie jeweils etwas weiter über den Fluss ragten. Die verbleibende Lücke wurde von 15 m langen Balken geschlossen, auf denen Bretter für den Gehweg über die Brücke und ein Geländer angebracht waren. Die Spandrillen zwischen den Balken und dem Weg über die Brücke waren durch ein Gerüst aus vertikalen und horizontalen Stäben ausgefüllt.
Die ungeschützt in dem feuchten Klima stehende Brücke wurde alle 25 bis 30 Jahre nach dem gleichen Schema erneuert, bis der moderne Verkehr 1920 endgültig eine größere Brücke verlangte.
1893 wurde ein Modell der Brücke auf der World’s Columbian Exposition in Chicago ausgestellt.
Im Kurobe Yoshida Science Museum (黒部市吉田科学館) ist ein Modell der Brücke zu sehen.

## Fachwerkbrücke (1920)
1920 wurde die letzte hölzerne durch eine breitere und auch durch Lkw befahrbare stählerne Fachwerkbrücke mit leicht gebogenen Obergurten und starken Windverbänden ersetzt. Bei einem Unwetter im Jahre 1969 wurde die Aimoto-Staumauer und darauf auch die Brücke überspült und schließlich von den Fluten davongetragen.